# Baxter Dury
Baxter Dury (* 18. Dezember 1971 in Wingrave, Buckinghamshire) ist ein britischer Musiker und Sänger des Indie-Genres. Er ist der Sohn von Ian Dury, der sich gemeinsam mit ihm auf seinem Album-Cover zu New Boots and Panties!! abbilden ließ (Baxter ist zu dem Zeitpunkt fünf Jahre alt). Er hat einen Sohn (* 2002), dessen Mutter eine Enkelin des Filmregisseurs Zoltan Korda ist.
Ursprünglich unter Vertrag bei Rough Trade Records, gelang Dury 2002 mit seiner EP Oscar Brown ein „Record of the Week“ im New Musical Express (NME). Mittlerweile ist Dury bei PIAS Le Label (gehörend zur [PIAS] Entertainment Group mit Hauptsitz in Brüssel) zu Hause, wo er am 20. Oktober 2014 sein Album It’s a Pleasure veröffentlichte.
2018 formte Baxter Dury mit dem französischen House-DJ und Produzenten Étienne de Crécy sowie Delilah Holliday, Sängerin und Gitarristin der Londoner Punk-Band Skinny Girl Diet, das Projekt B.E.D. ByteFM beschrieb B.E.D. als „neue Supergroup mit Cockney-Prinz Baxter Dury“ und bewertete White Coats, die erste Auskoppelung aus dem auf Heavenly Recordings erscheinendem Album: „Die drei sehr unterschiedlichen KünstlerInnen ergänzen sich zu einer überraschend stimmigen Einheit. Für ‚White Coats‘ hat Dury seinen Swagger etwas zurückgefahren und zeigt sich dafür von einer etwas ruhigeren Seite. Mitunter zieht sogar ein unsicheres Zucken durch seine sonst so selbstbewusste Stimme. Holliday singt den Refrain mit stoischer Lässigkeit, während Étienne de Crécy seine Synthesizer-Arpeggios um die beiden Gesänge kreisen lässt.“

## Diskografie
Alben
- Oscar Brown (EP, 2001)
- Len Parrot’s Memorial Lift (2002)
- Floor Show (2005)
- Happy Soup (2011)
- It’s a Pleasure (2014)
- Prince of Tears (2017)
- B.E.D. (mit Étienne de Crécy und Delilah Holliday als B.E.D., 2018)
- The Night Chancers (2020)